# Otfried Reck
Otfried Reck (ur. 14 grudnia 1944 w Berlinie; zm. 27 listopada 1962 tamże) – ofiara śmiertelna Muru Berlińskiego, zastrzelona przez funkcjonariuszy służb granicznych NRD podczas próby ucieczki do Berlina Zachodniego. 

## Życiorys
Otfried Reck przyszedł na świat jako syn krawca męskiego oraz pochodzącej z Austrii kelnerki, dorastając i wychowując się w domu na śródmiejskiej ulicy Torstraße. Dzięki zatrudnieniu matki w Operze Państwowej przy Unter den Linden miał możliwość regularnego uczęszczania na koncerty, marząc jednocześnie o karierze śpiewaka operowego. Po ukończeniu szkoły rozpoczął naukę zawodu pracownika stacji benzynowej. Po pracy spędzał chętnie swój czas na torze wrotkowym przy Invalidenstraße (gdzie później zginął)  oraz w klubie młodzieżowym po przeciwległej stronie tejże ulicy. W związku z udziałem w mającej miejsce 12 września 1961 r. na Gartenstraße demonstracji, 16-letni wówczas Reck został aresztowany i pod zarzutem podżegania przeciwko państwu skazany na karę 18 miesięcy pozbawienia wolności, którą odsiadywał do sierpnia 1962 r. w zakładzie karnym w Dessau. Nie widząc po zwolnieniu jakichkolwiek perspektyw lepszego życia w NRD, Reck podjął decyzję o ucieczce na Zachód. 

## Ucieczka
W towarzystwie dwóch przyjaciół – Gerda P. oraz Michaela M. – 27 listopada 1962 r. Reck udał się do znajdującego się na terenie wyłączonego z eksploatacji dworca Berlin Nordbahnhof zakratowanego wejścia do Nord-Süd-Tunnel. Plan zakładał zmuszenie przejeżdżającego przez ów dworzec-widmo pociągu kolejki S-Bahn nr 2 przy pomocy czerwonego światła latarki do postoju oraz dalszą ucieczkę tymże na teren Berlina Zachodniego. Uciekinierzy odkryci zostali jednak przez pełniącego służbę przy tunelu funkcjonariusza Transportpolizei, który niezwłocznie wezwał posiłki. Michael M. zrezygnował z ucieczki i zniknął, krótko potem także i dwaj pozostali uciekinerzy odkryli obławę, w związku z czym zawrócili w kierunku Berlina Wschodniego, udając się na tor wrotkowy. Osaczając uciekających na terenie tegoż, dowodzący patrolem oficer strzelił do Recka, trafiając go w plecy. Trzy godziny później ranny zmarł w szpitalu.  
Za współudział w ucieczce Michael M. i Gerd P. skazani zostali na kary trzech lat pozbawienia wolności. Po zjednoczeniu Niemiec pociągnięto do odpowiedzialności strzelającego do Recka oficera, który 14 listopada 1995 r. skazany został na karę dwóch lat pozbawienia wolności w zawieszeniu. 